# Államvédelmi Hatóság

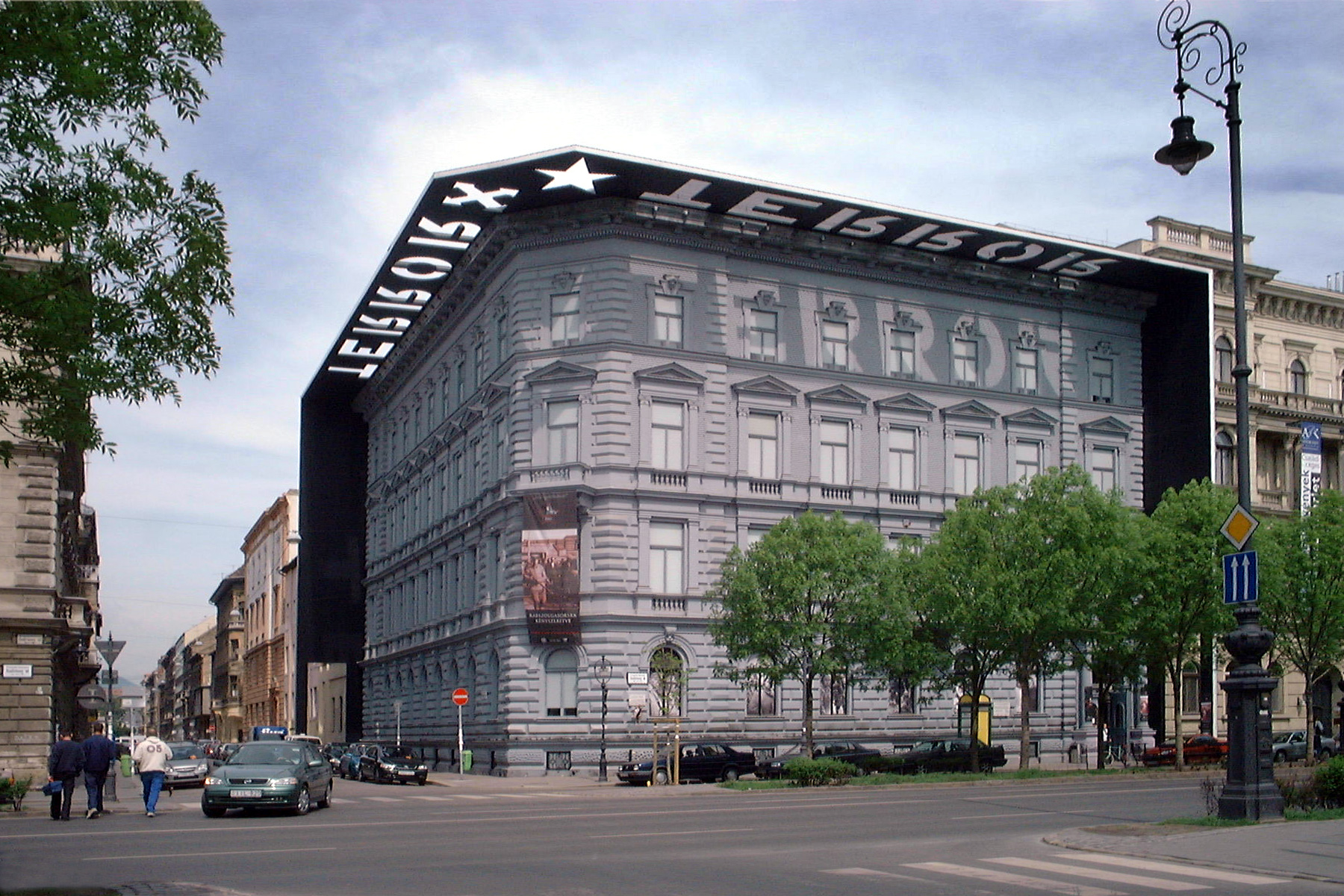
het vroegere hoofdkwartier van de Államvédelmi Hatóság, nu het Terror Háza Múzeum

De Államvédelmi Hatóság of ÁVH (Nederlands: Staatsveiligheidsautoriteit) was van 1948 tot 1956 de benaming van de Hongaarse veiligheidsdienst.

## Geschiedenis
Tot 1948 heette de ÁVH de Magyar Államrendőrség Államvédelmi Osztálya of ÁVO (Departement van de Hongaarse Staatsveiligheidsdienst en Staatspolitie), maar nadat de communisten hun macht eenmaal hadden geconsolideerd werd de ÁVO vervangen door de ÁVH. Vanaf 28 december 1948 kreeg de chef van de ÁVH, Gábor Péter, zitting in de Raad van Ministers. In feite werd de ÁVH toen verheven tot een soort ministerie. De controle die het ministerie van Binnenlandse Zaken tot die tijd op de ÁVO/ÁVH had, werd opgeheven. Vanaf die datum werd ook de grenspolitie in de ÁVH opgenomen.
De ÁVH bouwde, net als haar voorganger, de ÁVO, een beruchte reputatie op. Dit was de reden waarom de nieuwe premier van Hongarije, Imre Nagy, op 21 juli 1953 de macht van de ÁVH drastisch trachtte te beperken. De bijzondere status van de ÁVH werd afgeschaft en de chef van de ÁVH mocht voortaan niet meer de zittingen van de ministerraad bijwonen: de ÁVH werd weer gewoon onderdeel van het ministerie van Binnenlandse Zaken.
Tijdens de Hongaarse Opstand (oktober-november 1956) waren ÁVH agenten en officieren het doelwit van volkswoede. Op 28 oktober 1956 maakte premier Imre Nagy de ontbinding van de ÁVH via de radio bekend. 
Na de onderdrukking van de Hongaarse Opstand door de troepen van het Warschaupact o.l.v. de Sovjet-Unie, werd er door de nieuwe premier en communistische partijleider János Kádár geen nieuwe staatsveiligheidsdienst opgericht. Hongarije werd hiermee het enige land binnen het Warschaupact dat geen onafhankelijke staatsveiligheidsdienst had. Er werd echter wel een speciaal departement voor inlichtingen ondergebracht bij de politie.

## Verhoorpraktijken
De ÁVH werd vanaf haar oprichting gerund door de communistische Hongaarse Werkerspartij (MDP). De chef van de ÁVH was een hooggeplaatst lid van de communistische partij. Het spreekt daarom voor zich dat de voornaamste taak van de ÁVH was om "opdrachten" uit te voeren voor de partij. Tijdens de showprocessen die in de periode 1949/1952 in Hongarije werden gehouden zorgde de ÁVH voor de bekentenissen. 
Iemand die in handen van de ÁVH viel werd naar een speciaal bureau van de geheime dienst gebracht waar hij - wanneer dit nodig werd geacht - lichamelijk en psychisch werd gemarteld door de agenten. Niet alleen werden de gevangenen geslagen, ook werden ze vernederd om hun gevoel voor eigenwaarde te breken. Wanneer de agenten moe waren geworden van het martelen, stond een frisse ploeg klaar om het "verhoor" voort te zetten. In feite weken de verhoortechnieken niet of nauwelijks af van die van andere geheime diensten in de wereld van die dagen. Ook tegenwoordig zijn deze technieken gebruikelijk, omdat ze bijna altijd voor een bekentenis zorgen. 
Nadat een gevangene had "bekend" volgde over het algemeen pas na enkele maanden het proces, omdat dan pas de zichtbare sporen van marteling waren weggetrokken.
De ÁVH martelden personen zoals ex minister van Binnenlandse Zaken en communistisch kopstuk László Rajk en de Primaat van de Hongaarse rooms-katholieke Kerk József kardinaal Mindszenty. 

### Concentratiekampen
Er waren in Hongarije enige door de ÁVH gerunde concentratiekampen waar politieke gevangenen na hun berechting werden ondergebracht. Er vielen soms doden vanwege de slechte behandeling van de gevangenen of door vechtpartijen tussen de gevangenen onderling. Na 1953 - na het aantreden van Imre Nagy als premier - verbeterden de omstandigheden aanzienlijk in de kampen.

## Verantwoordelijkheden
De ÁVH was verantwoordelijk voor de grensbewaking, rivier en luchtveiligheid, supervisie over buitenlanders (o.a. toeristen), paspoortcontrole, uitwijzing van staatsburgers, staatsveiligheid en verhoor van politieke gevangenen.

## Hoofdbureau
Het hoofdbureau van de ÁVH, het "Huis van de terreur" genaamd, was gevestigd aan de Andrássy weg nr. 60 in Boedapest. Dit huis was voorheen het hoofdkwartier van de fascistische Pijlkruisers.